# 吉格梅·多吉·旺楚克
吉格梅·多吉·旺楚克（宗喀語：འཇིགས་མེད་རྡོ་རྗེ་དབང་ཕྱུག་，THL：Jigme Dorji Wangchuck，按藏文译法：旺秋·晋美多吉；1929年5月2日—1972年7月21日），第三任不丹国王。
吉格梅·多吉·旺楚克讓不丹向全世界開放，並開始民主化的步伐。在他父親的基礎上，他成功終止了封建制度及奴隸制度，並且釋放了餘下的農奴。他鼓勵使用現代工具來幫助本地農民。1953年，他詔設國民議會——不丹首個一院制的國會。他於1954年正式訪問印度。印度首任總理賈瓦哈拉爾·尼赫魯於1958年9月對不丹進行了一次歷史性的訪問。1958年尼赫魯訪問不丹後一年，在印度的協助下，不丹現代化基礎建設的發展便展開。1963年，成立不丹皇家軍隊。1968年，他詔建不丹高等法院並重組司法制度。
他在位的20年间，不丹社会取得了巨大的进步，如：177公里的公路修建完成，建起了6所現代化醫院，多建了108间學校。不丹還在1971年正式加入聯合國。
吉格梅·多吉·旺楚克在20歲時確診心臟病，因此他不得不經常長途跋涉去國外醫治療養。1972年他在肯尼亞奈洛比接受治療期間不幸病逝, 遺體隨後移送至不丹安葬。

## 荣誉

### 國内勛獎
- 不丹
  -  不丹皇家勋章（1966年授予）

### 外国勋奖
- -  孟加拉解放戰爭榮譽獎章（2012年3月27日追授）
- 印度
  -  莲花赐勋章（1954年8月14日于新德里颁发[1]）
- 英国
  -  喬治五世國王銀禧紀念獎章（英语：King George V Silver Jubilee Medal）（1935年5月6日授予）
  -  喬治六世國王加冕典禮紀念獎章（英语：King George VI Coronation Medal）（1937年5月12日授予）